# خط معلي

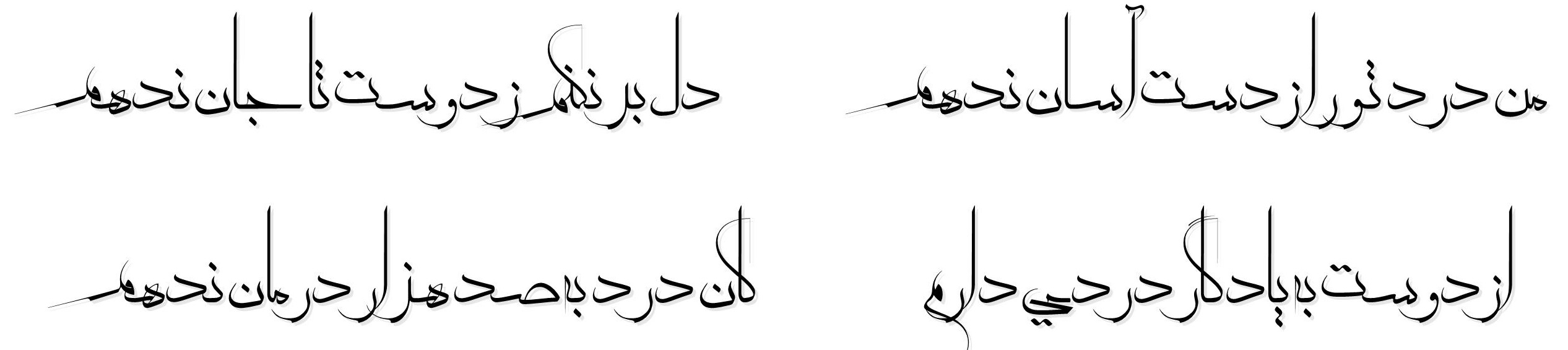
نص مكتوب بالخط المعلى.

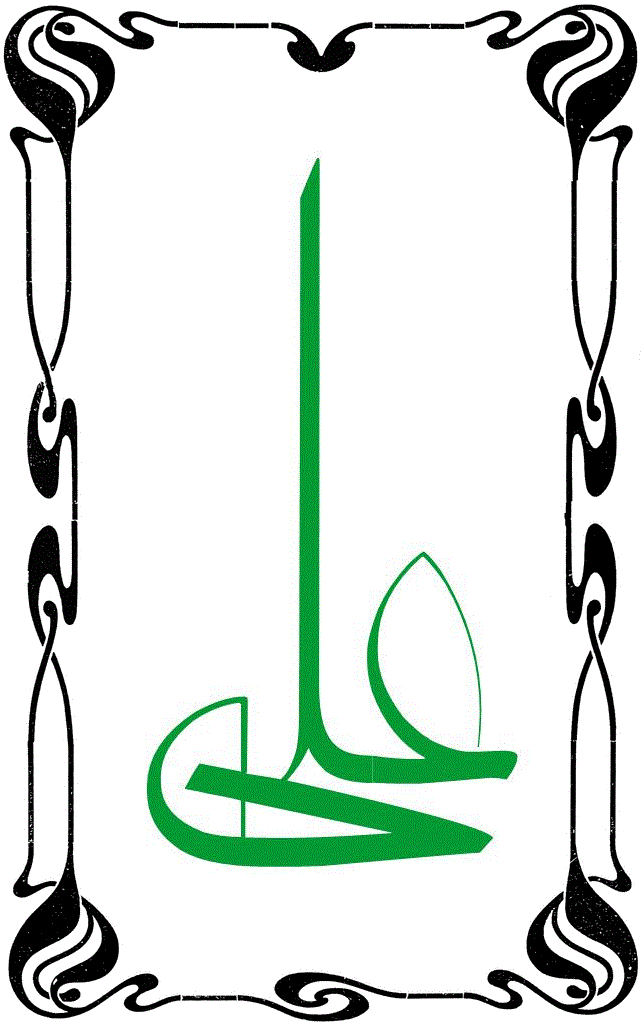
اسم علي في الصورة بالخط المعلى

تم إنشاء الخط المعلى من قبل حميد عجمي وسجل في عام 1999.

## ملامح
ملامح هذا الخط طويل القامة واللفظي والأبجدية في الكلمات. في هذا الخط، يتحرك القلم من المخاطر الستة إلى الضعف على الفور.ميزة أخرى من هذا الخط هو خليط من الحروف والكلمات التي يمكن أن يكتب الرسائل بسهولة عندما يكتبون. حاليا، يقوم عدد من الخطاطين بتطوير وتوسيع هذا الخط تحت إشراف حميد العجمي. يستخدم الخط المعلى المزيد من السطور في الكتابة، ومن أهم سمات هذا الخط الانهيار المفاجئ وأنماط الانهيار الأقرب إلى المعنويات البشرية الحديثة ولديها إمكانيات عالية للاستخدام في الهندسة المعمارية.